# Siderone cancellariae
Siderone cancellariae är en fjärilsart som beskrevs av Hall 1935. Siderone cancellariae ingår i släktet Siderone och familjen praktfjärilar. Inga underarter finns listade i Catalogue of Life.